# Samuel Gustafson
Samuel Gustafson (Mölndal, 11 de janeiro de 1995) é um futebolista profissional sueco que atua como meia. Atualmente, joga pelo Hellas Verona.

## Carreira
Samuel Gustafson começou a carreira no BK Häcken.